# Rutger Wouters
Pour les articles homonymes, voir Wouters.
Rutger Wouters, né le 10 août 1991, à Heusden-Zolder, est un coureur cycliste belge.

## Biographie
Rutger Wouters commence le cyclisme sur le tard, à l'âge de seize ans. Il obtient sa première victoire lors de sa seconde année espoirs (moins de 23 ans). Cycliste amateur, il combine sa carrière sportive avec son métier de professeur d'histoire et de géographie dans l'enseignement secondaire. Son petit frère Ruben pratique également le cyclisme en compétition.
Lors de la saison 2018, il se distingue en devenant champion de Belgique sur route à Stabroek chez les élites sans contrat. Il s'impose également sur de nombreuses compétitions régionales, et dans des interclubs. L'année suivante, il confirme son statut en remportant pas moins de trente courses. Il décroche ensuite un nouveau titre national en 2020 dans sa catégorie à Coxyde, cette fois-ci en contre-la-montre,. 
En octobre 2021, il remporte la première étape du Tour du Faso, sous les couleurs d'une sélection régionale flandrienne.
Depuis le début des années 2020, il domine les courses élites en Belgique, tournant à plus de 40% de succès entre 2021 et 2024. Il compte plus de 180 victoires, dont 20 succès en 2021, 32 en 2022, 27 en 2023 et 35 en 2024,. Au niveau UCI, il compte 7 succès : deux étapes du Tour du Faso (2021 et 2023), deux étapes et le général du  Tour of Routhe Salvation 2024 en Turquie, ainsi que deux étapes du Grand Prix Chantal Biya 2024.

## Palmarès
- 2016
  - Trophée Luc van Biesen
- 2017
  - Grote Prijs Juul Marinus
  - Champion du Limbourg sur route
  - Mémorial Francis Leners
- 2018
  -  Champion de Belgique sur route élites sans contrat
  - Champion du Limbourg sur route
  - Sinksenkoers Averbode
- 2019
  - Grote Prijs Elektron
  - GP Georges Lassaut
  - Grote Prijs Nieuwkerken-Waas
  - 2e du championnat de Belgique du contre-la-montre élites sans contrat
- 2020
  -  Champion de Belgique du contre-la-montre élites sans contrat
- 2021
  - Champion du Limbourg sur route
  - Grote Prijs Elektron
  - 1re étape du Tour du Faso
- 2022
  - Champion du Limbourg du contre-la-montre
  - 3e du championnat de Belgique du contre-la-montre élites sans contrat
  - 3e de la Mosselkoers
  - 3e du Grote Prijs Dr. Eugeen Roggeman
- 2023
  - Champion du Limbourg du contre-la-montre
  - 3e étape du Tour du Faso
  - 2e du Tour du Faso
  - 3e du championnat de Belgique élites sans contrat
- 2024
  -  Champion de Belgique du contre-la-montre élites sans contrat
  - Champion du Limbourg du contre-la-montre
  - Trofee Maarten Wynants
  - Tour of Routhe Salvation :
    - Classement général
    - 2e et 4e étapes

  - 2e et 5e étapes du Grand Prix Chantal Biya
- 2025
  - 2e du Tour d'Algérie
  - 3e du championnat de Belgique de poursuite